# Go-Saga-in chūnagon no tenji
Go-Saga-in chūnagon no tenji (jap. 後嵯峨院中納言典侍 Go-Saga-in chūnagon no tenji; ur. w XIII w.) – japońska poetka, tworząca w okresie Kamakura. Zaliczana do Trzydziestu Sześciu Mistrzyń Poezji. Znana także jako „Tenji Shinshi no ason”.
Córka poety Fujiwary no Mitsutoshiego (Shinkana). Służyła jako dama dworu cesarza Go-Saga. 
Trzydzieści trzy utwory jej autorstwa zamieszczone zostały w cesarskich antologiach poezji.